# La Saleta (Vilobí del Penedès)
La Saleta és una masia de Vilobí del Penedès (Alt Penedès) inclosa a l'Inventari del Patrimoni Arquitectònic de Catalunya.

## Descripció
Masia situada prop de la carretera de Vilafranca a Guardiola de Font-rubí. És de planta rectangular i coberta a dues vessants. Consta de planta baixa, pis i golfes. A la planta baixa hi ha el portal d'accés, d'arc de mig punt adovellat, i una finestra d'arc conopial. A les cantoneres hi ha carreus de pedra tallada. Tant al pis com a les golfes les obertures són de forma rectangular.